# Kelly Brazier
Kelly Brazier (IPA: /ˈkɛli ˈbreɪʒər/; Dunedin, 28 ottobre 1989) è una rugbista a 15 neozelandese, utility back della provincia di Bay of Plenty e due volte campionessa del mondo con le Black Ferns, oltre a essere bicampionessa mondiale nonché argento olimpico nel rugby a 7.

## Biografia
Nata a Dunedin da padre inglese e madre irlandese, gioca a rugby fin dall'infanzia a seguito del suo fratello maggiore Tony, nato nel Regno Unito.
Fece parte delle varie selezioni scolastiche rugbistiche già fin da prima dei 13 anni ed entrò nelle giovanili della provincia di Otago a 14 anni nel 2004.
Nel novembre 2009 debuttò a livello internazionale con le Black Ferns a Hersham contro l'Inghilterra e pochi mesi più tardi fece parte della selezione che prese parte alla vittoriosa Coppa del Mondo 2010 della cui classifica marcatori Brazier fu la capolista con 48 punti segnati.
Nel 2013 debuttò anche nella selezione neozelandese a 7 che si aggiudicò la Coppa del Mondo di specialità a Mosca, in Russia.
Quinta alla Coppa del Mondo 2014 in Francia dopo avere mancato l'accesso nella final four a seguito di una sconfitta contro l'Irlanda, tornò nel Seven con cui fece parte, nel 2016, della selezione che disputò il torneo olimpico di Rio de Janeiro giungendo fino alla finale poi persa contro l'Australia.
Tornò al successo nel XV nel 2017 quando le Black Ferns batterono a Belfast le inglesi per 41-32 aggiudicandosi la loro quinta coppa del mondo, seconda per Brazier e un anno più tardi, al torneo di rugby a 7 dei Giochi del Commonwealth a Gold Coast contribuì in maniera decisiva alla rivincita neozelandese della sconfitta contro l'Australia di due anni prima: sua infatti fu la meta nei tempi supplementari della finale con cui le Black Ferns Seven si aggiudicarono il torneo contro le rivali oceaniane.
Ancora nel Seven, in quello stesso anno si laureò bicampionessa anche in tale specialità vincendo a San Francisco la Coppa del Mondo 2018 sconfiggendo in finale la Francia 29-0.
A livello di club ha rappresentato Otago, sua provincia di nascita, fino al 2016 con un intermezzo nel 2011 quando, per motivi di studio, si trasferì a Timaru, nella regione di Canterbury; dal 2017 rappresenta Bay of Plenty e vive a Rotorua con la sua partner Tahlia Tahau.

## Palmarès

### Rugby a 15
- Coppe del mondo: 2
Nuova Zelanda: 2010, 2017
- Super Rugby Aupiki: 1
Chiefs: 2022

### Rugby a 7
- Oro olimpico: 1
Nuova Zelanda: 2020